# Слинченко, Владимир Иванович
Владимир Иванович Слинченко (28 июля 1931, село Марьяновка Козельщинского района Полтавской области) — украинский советский и партийный деятель, министр бытового обслуживания населения УССР. Депутат Верховного Совета УССР 9-го и 11-го созывов. Кандидат экономических наук, член-корреспондент инженерной академии Украины.
Член ВКП (б) с 1951 года.

## Биография
В 1946 году окончил 7 классов Марьяновской неполной средней школы Козельщинского района Полтавской области, начал работать прицепщиком в тракторной бригаде колхоза. В 1948 году окончил ремесленное училище № 6 города Крюкова (теперь в составе города Кременчуг Полтавской области).
В 1948—1954 годах — токарь, инструктор-наладчик, 1-й заместитель секретаря комитета комсомола, технолог Харьковского завода транспортного машиностроения № 75 имени Малышева.

Окончил Харьковский инженерно-экономический институт.
В 1954—1963 годах — заведующий организационным отделом, 2-й, 1-й секретарь Коминтерновского районного комитета ЛКСМУ города Харькова; 2-й, 1-й секретарь Харьковского городского комитета ЛКСМУ.
В 1963—1972 годах — 2-й, 1-й секретарь Дзержинского районного комитета КПУ Харькова.
В 1972—1973 годах — инспектор ЦК КПУ, курировал Крымскую областную партийную организацию.
23 июня 1973—1979 года — 2-й секретарь Черновицкого областного комитета КПУ.
В 1979 — ноябре 1980 года — 1-й заместитель министра бытового обслуживания населения Украинской ССР.
28 ноября 1980 — 5 июня 1987 года — министр бытового обслуживания населения Украинской ССР.
С июня 1987 работал начальником подотдела учёта, планирования, использования и заготовки вторичного сырья — заместителем начальника отдела по использованию вторичных ресурсов Государственного планового комитета УССР.
С 1987 года — на пенсии в городе Киеве.

## Награды
- два ордена Трудового Красного Знамени
- орден Знак Почета
- медали